# 孔泗
孔泗（1494年—？），字宗魯，號鳩巢，河南河南府洛陽縣人，明朝政治人物。同進士出身。

## 生平
嘉靖元年（1522年）壬午科河南鄉試第十四名舉人。嘉靖八年（1529年）中式己丑科會試第二百六十八名，登第三甲第四十六名進士。任山東臨朐縣知縣，因丁憂去職。起补山西太原縣知縣，嘉靖十五年（1536年）升平凉府通判，再升延安府同知。

## 家族
曾祖孔順；祖父孔義；父孔彰，曾任巡檢。母丘氏。具庆下。弟孔沂。